# Национален съвет по отбраната на Бразилия
Националният съвет по отбраната на Бразилия (на португалски: Conselho de Defesa Nacional) е висш конституционен консултативен орган при Президента на Бразилия, компетентен да изказва мнение по въпроси, които са от ключово значение за сигурността на Република Бразилия и нейния суверинитет.
Съставът и дейността на Националния съвет по отбраната на Бразилия са регламентирани в Дял IV „Организация на властите“, Глава II „Изпълнителна власт“, Раздел V „Съвет на Републиката и Национален съвет по отбраната“, Подраздел II „Национален съвет по отраната“ от Конституцията на Бразилия, приета през 1988 г. Членове на Националния съвет по отбрана са: Вицепрезидентът, председателите на двете камари на Националния конгрес, министърът на правосъдието, министърът на отбраната, министърът на външните работи, министърът на планирането, командващите сухопътните, военноморските и военновъздушните сили на Републиката.
Националният съвет по отбраната:
1. изразява мнение в случай на обявяване на война или сключване на мир;
2. да изразява мнение при обявяване на извънредно положение или състояние на война, както и за предприемане на федерална интервенция в отделните щати;
3. да предлага критерии и условия за използване на площите, които са от ключово значение за сигурността на страната, и да изразява мнение за тяхното фактическо състояние – като това се отнася най-вече за пограничните територии и за онези, които са свързани с опазването и експлоатацията на природните ресурси от какъвто и да е вид;
4. да проучва, наблюдава и предлага извършването на мероприятия, необходими за укрепването на националната независимост и устоите на демократичния ред.

Заседанията на Националния съвет по отбрана се свикват и председателстват от Президента на Републиката.